# Žilet
Žilet je osnovna naprava za brijanje koja se sastoji od tanke pločice sa sječivima na obje strane, a izrađena je od nehrđajućeg ili ugljičnog čelika. Prve britve, izrađivane od bronce, poznate su još iz brončanog doba i bile su ovalnog oblika. Kao otac suvremenog žileta poznat je američki biznismen King Camp Gillette, iz Fond du Laca, u Wisconsinu, koji je patentirao jeftini sigurnosni žilet za jednokratnu upotrebu. 
Za razliku od britve koja ima sječivo samo na jednoj strani, žilet ima dva i posebno zaštićeno ležište nasađeno na oko pet centimetara dugu dršku. 
Poznati proizvođači su Gillette i Wilkinson.

## Vanjske poveznice
- Patent na žiletu od 15. listopada 1904. Arhivirana inačica izvorne stranice od 17. rujna 2012. (Wayback Machine)

- Brončana britva, Češka
- King Camp Gillette
- King Camp Gilletteov patent
- Suvremeni žilet s dva sječiva